# O Grinch
How the Grinch Stole Christmas (bra/prt: O Grinch) é um filme estadunidense de fantasia e comédia de Natal de 2000 da Universal Pictures e Imagine Entertainment, baseado no livro de 1957 de mesmo nome de Dr. Seuss. Foi o primeiro livro de Dr. Seuss para ser adaptado em um filme de longa-metragem. Porque o filme é baseado no livro de imagens para crianças, muitas adições tiveram que ser feitas para o enredo para trazê-lo até o longa-metragem, incluindo algumas informações sobre a história de fundo do personagem-título. A maioria das rimas utilizadas no livro foram usadas no filme, embora algumas tenham sido ligeiramente modificadas e novas rimas tenham sido colocadas. 
foi dirigido por Ron Howard, produzido por Howard e Brian Grazer, e estrelado pelo comediante Jim Carrey. O filme recebeu críticas mistas dos críticos, mas passou quatro semanas, como o número um filme nos Estados Unidos. The Grinch é o segundo filme de maior bilheteria de todos os tempos de férias com $345,141,403 em todo o mundo, atrás apenas de Home Alone.

## Sinopse
O Grinch (Jim Carrey) é uma criatura verde e mesquinha que odeia o espírito de Natal. Quando era criança foi gozado pelos colegas, devido ao seu aspecto. Na escola apaixonou-se por uma garota que consequentemente apaixonou-se também por ele. Devido a ser gozado por todos os colegas no dia de Natal, exceto pela garota que por ele se apaixonou, fugiu e refugiou-se no alto de uma montanha numa caverna com o seu cão Max alimentando-se de lixo e fazendo máquinas avançadas a partir de sucata. Odiando o Natal, ele pretende estragar a festa dos moradores da Cidade dos Quem, roubando presentes e enfeites com a ajuda de seu cãozinho Max. Ao mesmo tempo, a pequena Cindy Lou Quem (Taylor Momsen), moradora da Cidade dos Quem, observa as pessoas pensando apenas em compras, presentes e enfeites e quer saber o significado do Natal. Os caminhos de Cindy Lou e do Grinch se cruzarão e, juntos, conhecerão o verdadeiro espírito do Natal.

## Elenco
- Jim Carrey como o Grinch, criatura verde que sempre odiava o Natal desde que ele era uma criança de 8 anos de idade. Foi revelado em sua origem, que ele começou a odiar o Natal depois que seus colegas da escola riram dele quando ele tentou fazer a barba do queixo. Antes de Jim Carrey ser escalado para interpretar como O Grinch, Jack Nicholson e Eddie Murphy foram considerados para interpretarem.
- Jeffrey Tambor como Prefeito Augustus May Who, prefeito rude, arrogante, e juiz da Cidade dos Quem. Ele é revelado para ser o valentão da escola que pegou no jovem Grinch pelo queixo barbeado, o que motivou o Grinch a que odiasse o Natal em primeiro lugar. Ele também denuncia o Grinch cada chance que ele recebe e quer ter inferiorizar Grinch no Natal.
- Christine Baranski como Martha May Whovier, queda ao longo da vida do Grinch e o interesse romântico de Augustus. Ela começa a namorar em última análise, o Grinch.
- Bill Irwin como Lou Lou Who, O pai de Cindy Lou e carteiro de Cidade dos Quem.
- Molly Shannon como Betty Lou Who, A mãe de Cindy Lou e uma rival de Martha May, em um concurso de casa-de iluminação.

- Taylor Momsen como Cindy Lou Who, uma jovem que pensa que o espírito de Natal em Cidade dos Quem está perdido. (Nesta versão, ela tem oito anos, enquanto que no livro e especial de TV que ela era "não mais do que dois").
- Kelley como Max o Cão e Frank Welker como sua voz, que é o cão de estimação do Grinch e único companheiro no Monte Crumpit. Não se sabe como ou quando o Grinch pegou.
- Clint Howard como Whobris, assessor do prefeito.
- Mindy Sterling como Clarnella Who, uma das cuidadoras de infância do Grinch
- Jeremy Howard e T. J. Thyne como Drew Lou e Stu Lou Who, filhos de Lou e Betty, e irmãos de Cindy Lou.
- Jim Meskimen como Oficial Wholihan, o chefe da polícia.
- Josh Ryan Evans como Grinch aos 8 anos de idade; sua humilhação na escola por Augustus é o que o leva a um ódio de Natal.
- Anthony Hopkins como o Narrador. No Brasil, o ator Antônio Fagundes narra o filme.[2]
- Bryce Dallas Howard como o admirado Who.
- Ben Bookbinder como Augustus May Who aos 8 anos de idade; julgou o jovem Grinch, que então motivou o Grinch a odiar o Natal.
- Landry Allbright como Martha May Whovier aos 8 anos de idade. Ela mostra compaixão para com o jovem Grinch.
- Reid Kirchenbauer como Whobris aos 8 anos de idade.

## Trilha sonora
1. "Kids Today" – Jim Carrey e Taylor Momsen *
2. "Grinch 2000" – Busta Rhymes e Jim Carrey
3. "Green Christmas" – Barenaked Ladies
4. "Christmas of Love" – Little Isidore e the Inquisitors
5. "Lonely Christmas Eve" – Ben Folds
6. "Grinch Schedule" – Jim Carrey *
7. "Better Do It Right" – Smash Mouth
8. "Whoville Medley" (Perfect Christmas Night/Grinch) – Trans-Siberian Orchestra
9. "Reindeer" – Jim Carrey *
10. "Christmas Is Going to the Dogs" – The Eels
11. "You're a Mean One, Mr. Grinch" – Jim Carrey
12. "Christmas Means More" – Anthony Hopkins e Jim Carrey
13. "You Don't Have to Be Alone" – *NSYNC
14. "Where Are You, Christmas?" – Faith Hill
15. "The Shape of Things to Come" – James Horner
16. "Memories of a Green Childhood" – James Horner +
17. "Christmas, Why Can't I Find You?" – James Horner e Taylor Momsen
18. "Stealing Christmas" – Anthony Hopkins, James Horner, Jim Carrey, e Taylor Momsen ~
19. "The Big Heist" – James Horner +
20. "Does Cindy Lou Really Ruin Christmas?" – James Horner +
21. "A Change of Heart" – James Horner +
22. "The Sleigh of Presents" – James Horner +
23. "He Carves the Roast Beast" – James Horner ^

Legenda:

*Diálogo
+ Instrumental
~ Inclui Narração e Diálogo
^ Inclui "Welcome Christmas"

## Recepção

### Bilheteria
How the Grinch Stole Christmas foi um sucesso financeiro na bilheteria, abrindo em número um com um bruto fim de semana de $55,082,230 dólares, para uma média de $17,615 a partir de 3,127 cinemas e ficando em #1 para um total de 4 semanas. Fechou-se em 30 de abril de 2001, após cinco meses, com um final bruto de $260,044,825 nos Estados Unidos e Canadá, e um bruto adicional de $85,096,578 dólares em outros territórios, para um bruto mundial total de $345,141,403.

### Resposta da crítica
How the Grinch Stole Christmas tem recepção média ou mista pela crítica profissional. Com a pontuação de 53% em base de 130 avaliações, o Rotten Tomatoes chegou ao consenso: "Jim Carrey brilha como o Grinch. Infelizmente, não é o suficiente para salvar este filme. Você faria melhor assistindo ao desenho animado na TV". Enquanto Metacritic lista o filme com uma classificação de 46/100, indicando "críticas mistas ou médias".
Roger Ebert criticou o filme, referindo que "a úmido, fantasmagórico, filme estranho sobre uma criatura azeda que vive em cima de uma montanha de lixo, assusta as crianças, é mau para o seu cão, e rouba presentes de Natal de todos", e dizendo, "Deve haver... um projeto de produção mais alegre e um olhar mais brilhante em geral... não é apenas muito divertido".

### Prêmios
O filme recebeu três indicações ao Oscar, incluindo Melhor Figurino e Melhor Direção de Arte, e os indicados Rick Baker e Gail Ryan ganharam o Oscar de Melhor Maquiagem. No Globo de Ouro, Carrey foi nomeado para o Globo de Ouro de Melhor Ator - Filme Musical ou Comédia, perdendo o prêmio para George Clooney para O Brother, Where Art Thou?. O filme ganhou um Saturn Award de Melhor Música. No entanto, também foi indicado a dois Framboesa de Ouro de Pior Remake ou Sequência e Pior Roteiro, mas perdeu para  Book of Shadows: Blair Witch 2 e Battlefield Earth, respectivamente.
Óscar
- Ganhou o prêmio na categoria de melhor maquiagem.
- Recebeu uma indicação na categoria de melhor direção de arte.

Golden Globe
- Recebeu uma indicação de melhor ator - comédia/musical pelo ator Jim Carrey

## Home media
O filme foi lançado em VHS e DVD em 20 de novembro de 2001. Um pacote combo Blu-ray/DVD foi lançado em 13 de outubro de 2009.

## Remake
Universal Pictures e Illumination Entertainment anunciaram que eles estão trabalhando em um remake animado por computador do filme.
Peter Candeland está definido para dirigir, seguindo o remake de The Cat in the Hat, com produção de CEO Chris Meledandri da Illumination e Audrey Geisel, viúva de Dr. Seuss autor, Theodor Geisel, será produtor executivo. Ele será lançado em novembro de 2018.